# Jihlava (flod)
För andra betydelser, se Jihlava (olika betydelser).
Jihlava är en flod i sydöstra Tjeckien som genomflyter regionerna Vysocina och Södra Mähren.

## Sträckning
Floden rinner upp i Böhmisk-mähriska höglandet, nära byn Jihlávka, och flyter först 20 km mot nordost. Från staden Jihlava är huvudriktningen sydost och den passerar staden Třebíč, når dalgången Dyjsko-svratecký úval, passerar Pohořelice och mynnar i Svratka vid Ivaň. 

## Nyttjande
Flodens vatten nyttjas i pumpvattenkraftverket Dalešice och som kylmedel i kärnkraftverket Dukovany båda belägna två mil sydost om Třebíč.